# Lawrence Birks
Lawrence Birks (Adelaide, Austrália, 19 de maio de 1874 — 25 de julho de 1924) foi um engenheiro elétrico neozelandês.